# Panorpa filina
Panorpa filina är en näbbsländeart som beskrevs av Chou, Wang in Chou, Wang, Li och Tong 1987. Panorpa filina ingår i släktet Panorpa och familjen skorpionsländor. Inga underarter finns listade i Catalogue of Life.